# Yasuo Haruyama
Yasuo Haruyama (n. 4 aprilie 1906, Tokyo⁠(d), Tōkyō, Japonia – d. 17 iunie 1987, Tokyo⁠(d), Tōkyō, Japonia) a fost un fotbalist japonez.

## Statistici
| Japonia | Japonia |
| An      | Goluri  |
| ------- | ------- |
| 1927    | 23214   |
| 1928    | 0       |
| 1929    | 0       |
| 1930    | 0       |
| Total   | 0       |